# Robert Fogel
Robert William Fogel (Nueva York, Nueva York, 1 de julio de 1926-Oak Lawn, Illinois, 11 de junio de 2013) fue un historiador y economista estadounidense profesor de la Universidad de Chicago.

## Biografía
Fue laureado con el Premio del Banco de Suecia en Ciencias Económicas en memoria de Alfred Nobel en 1993 junto a Douglass North por sus innovaciones en la investigación de la historia económica a partir de la aplicación de técnicas cuantitativas que sirven para explicar los cambios económicos e institucionales. Es uno de los máximos representantes de la "nueva historia económica".
Fogel estudió en la Universidad Cornell, Universidad de Columbia y Johns Hopkins University. Trabajó en la Oficina Nacional de Investigación Económica y, posteriormente, fue profesor en la Universidad de Chicago (1964-1975), Harvard (1975-1981) y, nuevamente, Chicago (desde 1981).
Frente a la creencia de que ciertas innovaciones tecnológicas tienen un papel clave en el crecimiento económico, Fogel opinaba que tal hipótesis carecía de fundamento. Al aplicar técnicas econométricas nuevas, deshizo el mito de la importancia esencial del ferrocarril para el desarrollo económico en Estados Unidos. Su construcción, según Fogel, no tuvo un impacto tan decisivo como se suponía en el crecimiento de su país. La segunda aplicación de su método fue aún más polémica, pues intentó demostrar que la esclavitud era una institución vigorosa y eficiente, y que su eliminación se debió a la voluntad política, frente a la idea de que estaba en decadencia, de que era ineficiente y de que la Guerra Civil norteamericana solo adelantó su final unos años. Entre sus principales obras destacan: "Los ferrocarriles y el crecimiento económico norteamericano" (1964), "Tiempo en la cruz: La economía esclavista en los Estados Unidos" (1974) y "Lecturas sobre nueva historia económica" (1977).
Falleció a los 86 años el 11 de junio de 2013 en Oak Lawn (Illinois, EE. UU.).

## Obras
- The Union Pacific Railroad: A Case in Premature Enterprise, 1960.
- Railroads and American Economic Growth: Essays in Econometric History, 1964.
- Time on the Cross: The Economics of American Negro Slavery, 2 volumes, 1974. (en colaboración con Stanley Engerman)
- Without Consent or Contract: The Rise and Fall of American Slavery, 2 volumes, 1989.
- Economic Growth, Population Theory and Physiology: The Bearings of Long-Term Processes on the Making of Economic Policy, 1994.
- The Slavery Debates, 1952-1990: A Retrospective. Baton Rouge: Louisiana State University Press, 2003. 106 pp. ISBN 0-8071-2881-3.
- (co-written with Geoffrey Elton) Which Road to the Past? Two Views of History New Haven, CT: Yale University Press, 1983